# Aethionema arabicum
Aethionema arabicum är en korsblommig växtart som först beskrevs av Carl von Linné, och fick sitt nu gällande namn av Antoni Lukianovich Andrzejowski och Otto Eugen Schulz. Aethionema arabicum ingår i släktet Aethionema och familjen korsblommiga växter. Inga underarter finns listade i Catalogue of Life.